# Johan Renck
Johan Renck, également connu sous son nom de scène Stakka Bo, est un musicien et réalisateur suédois, né 5 décembre 1966 à Uppsala.

## Carrière
Johan Renck naît le 5 décembre 1966 à Uppsala en Suède. Il obtient en 1992 un MBA à l'École d'économie de Stockholm. Il est d'abord occupé par sa carrière de musicien sous le nom Stakka Bo, avant de se consacrer à la réalisation.
Il réalise des clips pour de nombreux artistes, dont Beach House, Beyoncé, Madonna ou The Knife. En 2015, il réalise les clips des singles Blackstar et Lazarus de David Bowie. Il réalise également des spots publicitaires pour diverses marques dont Coca-Cola, Levi's ou Audi.
Après son premier film Downloading Nancy qui sort en 2008, Johan Renck réalise des épisodes de plusieurs séries comme Breaking Bad, The Walking Dead ou Vikings. En 2015, il réalise la mini-série policière franco-britannique Panthers.
En 2019, Johan Renck réalise la mini-série Chernobyl créée par Craig Mazin, retraçant les événements de la catastrophe nucléaire de Tchernobyl survenue en avril 1986 en Union soviétique. Il est récompensé pour son travail de l'Emmy Award de la meilleure réalisation ainsi que du Directors Guild of America Awards de la meilleure réalisation.
En 2020, Johan Renck annonce qu'il sera producteur délégué et réalisateur du pilote de la série The Last of Us, adaptée du jeu vidéo de 2013.

## Discographie
- 1993 : Supermarket
- 1995 : The Great Blondino
- 2001 : Jr.

## Filmographie
Cinéma
- 2008 : Downloading Nancy
- 2023 : Spaceman

Télévision
| Année | Série               | Notes                                                |
| ----- | ------------------- | ---------------------------------------------------- |
| 2009  | Breaking Bad        | Réalisation de 3 épisodes                            |
| 2010  | The Walking Dead    | Réalisation de l'épisode 4 de la saison 1 : The Gang |
| 2013  | Vikings             | Réalisation de 3 épisodes de la saison 1             |
| 2013  | Bates Motel         | Réalisation d'un épisode                             |
| 2014  | Halt and Catch Fire | Réalisation d'un épisode                             |
| 2015  | Bloodline           | Réalisation de 2 épisodes de la saison 1             |
| 2015  | Panthers            | Réalisation de la mini-série, producteur délégué     |
| 2016  | Shut Eye            | Réalisation du pilote                                |
| 2019  | Chernobyl           | Réalisation de la mini-série, producteur délégué     |